# Snow Peak (bergstopp i Antarktis)
Snow Peak är en bergstopp i Antarktis. Den ligger i Sydshetlandsöarna. Argentina, Chile och Storbritannien gör anspråk på området. Toppen på Snow Peak är 209 meter över havet.
Terrängen runt Snow Peak är kuperad åt sydväst, men åt nordost är den platt. Havet är nära Snow Peak åt nordost. Trakten är glest befolkad. Närmaste befolkade plats är St. Kliment Ohridski Base, 16,6 kilometer öster om Snow Peak. 